# 小股掬い
小股掬い（こまたすくい）とは、相撲の決まり手の一つである。出し投げを打った後、相手の踏み込んだ足（自分に近いほうの足）を内側から掬って倒す技。
使い手としては出羽の花義貴が有名で、1978年9月場所の初日に大関・貴ノ花利彰にこの技で勝利したのをはじめ、この技で通算12勝を挙げている。
また、2016年7月場所の千秋楽で、当時カド番大関だった照ノ富士が、関脇の魁聖との7勝7敗同士の対決でこの技で勝利し、勝ち越しを決め、カド番を脱出した。
2017年3月場所でも、横綱の日馬富士が関脇の髙安をこの技で決めた。
2018年5月場所千秋楽で、石浦が十両の旭秀鵬にこの技で6勝目を挙げ、十両陥落を回避している。
2021年3月場所で翔猿が千代翔馬にこの技で決めている。